# 木村圭市郎
木村 圭市郎（きむら けいいちろう、1938年4月5日 - 2018年10月19日）は、日本のアニメーター、キャラクターデザイナー。群馬県出身。息子はイラストレーターの木村タカヒロ。

## 経歴
1961年に東映動画（現：東映アニメーション）へ楠部大吉郎の助力もあって入社し、後に『タイガーマスク』などを手掛ける。退社後、1969年頃に作画スタジオのネオメディアを設立。百瀬義行、内山正幸、田村英樹、森山雄治、北久保弘之、福島喜晴らを輩出した。
『サイボーグ009（第1作）』『タイガーマスク』『レインボー戦隊ロビン』『ひみつのアッコちゃん（第1作）』『アタックNo.1』『ルパン三世（第1シリーズ）』『ドカベン』などを手がけた昭和を代表するアニメーターである。
2018年10月19日、心筋梗塞のため東京都練馬区の自宅で死去。80歳没。

## 作品一覧

### テレビアニメ
- 少年忍者風のフジ丸（原画 1964年）
- レインボー戦隊ロビン（キャラクターデザイン・作画監督 1966年）
- サイボーグ009（キャラクターデザイン・作画監督 1968年）
- 魔法使いサリー（作画監督）
- ひみつのアッコちゃん（作画監督）
- 花のピュンピュン丸（作画監督）
- もーれつア太郎（作画監督 1967年）
- タイガーマスク（キャラクターデザイン[2]・作画監督）
- 佐武と市捕物控（作画監督）
- アタックNo.1（OP原画・作画監督）
- ルパン三世 (TV第1シリーズ)（原画）
- 赤胴鈴之助（作画監督 1972年）
- 空手バカ一代（OP原画・作画監督 1973年）
- 荒野の少年イサム（作画監督）
- 柔道讃歌（作画監督・作画 1974年）
- ドカベン（作画監督 1976年）
- 新巨人の星（原画）
- 魔女っ子チックル（作画監修 1978年）
- ザ☆ウルトラマン（絵コンテ・作画監督）
- 三国志（原画・1985年）
- 三国志II 天翔ける英雄たち（原画・1986年）
- 無敵ロボ トライダーG7（作画監督）
- 最強ロボ ダイオージャ（作画監督）
- ふしぎの国のアリス（作画）
- ふたり鷹（作画監督）
- 星銃士ビスマルク（作画監督）
- バーチャファイター（原画）
- ワイルド7 another -謀略運河-（作画監督・原画）
- 機動戦士ガンダムSEED（原画）
- バロムワン（作画監督）
- ふたりはプリキュア（原画）
- ハチミツとクローバー（原画）
- アイシールド21（原画 2005年）
- ノエイン もうひとりの君へ（原画）
- 夜明け前より瑠璃色な（原画）
- ONE PIECE（原画）
- キャシャーン Sins（原画）
- 探偵オペラ ミルキィホームズサマー・スペシャル（原画）
- 魔界王子 devils and realist（原画）
- トリコ（原画）

### 劇場アニメ
- アラビアンナイト・シンドバッドの冒険（動画 1962年）
- わんぱく王子の大蛇退治（動画 1963年）
- わんわん忠臣蔵（動画）
- サイボーグ009（キャラクターデザイン・作画監督 1966年）
- サイボーグ009　怪獣戦争（キャラクターデザイン・作画監督 1967年）
- AIR（原画）
- 風のように（原画）